# تغليف قابل لإعادة الاستخدام
يصنع التغليف القابل لإعادة الاستخدام من مواد قابلة للتحمل وهو مصمم خصيصًا لعدة رحلات وعمر مديد. التغليف القابل لإعادة الاستخدام أو الحاوية القابلة لإعادة الاستخدام «مصمم لإعادة الاستخدام دون تعطل وظيفته الوقائية». يستخدم مصطلح قابل للإرجاع أحيانًا بشكل تبادلي ولكنه يمكن أن يشمل أيضًا إعادة الأغلفة أو العناصر لأغراض غير إعادة الاستخدام: كإعادة التدوير والرمي في النفايات، والحرق،...إلخ. عادةً ما تكون المواد المستخدمة للتغليف القابل للإرجاع من الفولاذ أو الخشب أو صفائح البولي بروبيلين أو مواد بلاستيكية أخرى. 
قابلية إعادة استخدام التغليف أمر مهم أخذه بالاعتبار تحت شعار «التخفيض، وإعادة الاستخدام، وإعادة التدوير». هي خاصية مهمة أيضًا للحركة نحو تغليف أكثر استدامةً. يشجع المشرعون التغليف القابل للإرجاع. 

## حاويات الشحن
كانت عدة أنواع من حاويات الشحن للعديد من السنوات قابلة للإرجاع ولإعادة الاستخدام. كانت هذه الأنواع أكثر منطقيةً عند توفر نظام شحن عكسي أو عند إمكانية تطويرها بشكل جاهز. يمكن لنظام الإرجاع وإعادة التكييف وإعادة الاستخدام أن يوفر المال في كلفة الشحنة الواحدة ويمكن أن يخفض الأثر البيئي للتغليف. 
استخدمت الصناعة، وتحديدًا صناعة السيارات، رفوفًا متينة قابلة للإرجاع لشحن أغطية السيارات، ورفارف العجلات، والمحركات، واللوحات الأمامية،...إلخ. من الموردين إلى مصانع التجميع النهائية. تعاد الرفوف بعد ذلك لدورة الشحن التالية.
غالبًا ما تشحن الأغذية المعبأة، والمواد الكيماوية، والأدوية في حاويات قابلة لإعادة الاستخدام والإرجاع. يجب فحص هذه الحاويات بعناية، وتنظيفها وتعقيمها كجزء من دورة إعادة الاستخدام. من الضروري وجود نظام فعال لإدارة الجودة.
غالبًا ما تصنع الطبليات الخشبية بحيث يمكن التخلص منها. لشحنة واحدة. الأنواع الأخرى متينة وتستخدم لعدة شحنات. بعضها في «برك مصنوعة من الطبليات» وهي تستخدم وتفحص ويعاد إعدادها لتمديد فترة الاستخدام.
غالبًا ما يكون لحاويات الشحن الصناعي بطاقات معرفة ذات رمز شريطي أو رقائق تحديد الهوية بموجات الراديو للمساعدة في التعرف إلى الحاويات وتحديد طريقها.

### الاستخدام في صناعة السيارات
تستخدم الشركات المصنعة للمعدات الأصلية في مجال السيارات التغليف القابل للإرجاع وتشجع على استخدامه لنقل القطع من أماكن البيع إلى المصانع الخاصة بها. توضع القطع في أغلفة قابلة للإرجاع وترتب عادةً بطريقة تسهل حركتها مباشرةً إلى خطوط التجميع. يستخدم هذا التغليف عوضًا عن الكرتون التقليدي المموج، ما يساعد الشركات على خفض التكاليف عن طريق تجنب الهدر والجهود المطلوبة للتخلص من الكرتون. يساعد ذلك أيضًا على تخفيض الأثر البيئي لصناعة السيارات.
بعض الأمثلة على التغليف القابل للإرجاع في مجال صناعة السيارات:
| \| \| |
|       |

## إعادة الاستخدام لأغراض أخرى
غالبًا ما يعاد استخدام التغليف المستعمل لأغراض غير استخدامها الرئيسي. على سبيل المثال، يمكن إعادة استخدام كيس تسوق بلاستيكي للاستخدام مرة واحدة ككيس مهملات، أو كيس للتخزين المنزلي، أو كيس لفضلات الكلاب. يمكن استخدام البراميل الفولاذية كحواجز للسير، أو لتعويم رصيف الميناء، أو كآلات موسيقية. 

## التبرير
غالبًا ما تكون كلفة التغليف القابل لإعادة الاستخدام أعلى في البداية ويستخدم مواد مختلفة أكثر من التغليف القابل للاستخدام لمرة واحدة فقط. يتطلب عادةً إضافة التعقيد لنظام التوزيع. ليس من المبرر كون التغليف قابلًا للإرجاع وإعادة الاستخدام في كل الحالات.
يطلب إجراء تحليل دقيق للكلفة. هذا يشمل كل المواد، والعمل، والنقل، والفحص، وإعادة التجهيز، والتنظيف، وإدارة التكاليف. غالبًا ما تتحمل هذه التكاليف شركات مختلفة ببنى مختلفة للكلفة. 
يمكن أن تكون التكاليف والفوائد البيئية معقدةً أيضًا. يجب أخذ المواد والطاقة والتلوث ...إلخ بالحسبان في كل النظام. يشكل تقييم دورة الحياة منهجية جيدة لهذه المهمة. 